# Jorge Rando
Jorge Rando (n. 23 iunie 1941, Málaga, Andaluzia, Spania) este un pictor si sculptor spaniol, a carui opera este legata de curentul artistic numit Neoexpresionism.
„Totul se mișcă datorită dragostei; de aceea creația fără dragoste e doar culoare neinsuflețită.” 
– Jorge Rando

## Biografie
Nascut in  Malaga, pictorul Jorge Rando rămâne strâns legat de Germania, țară in care emigreaza la 20 ani pentru a aprofunda studiile sale de filozofie. Locuind in Köln (Germania), cultura nemțească devine esentiala atât in educația sa cât și în operele sale.
Împreună cu soția sa Margit, se mută în Malaga in 1984. Aici începe un ciclu de picturi. Este considerat unul din artiștii spanioli, internațional recunoscut din anii ’60 până în ziua de azi. Expune des în galerii și târguri de artă contemporană precum și în muzee naționale și internaționale. Cărțile sale se găsesc în facultați și biblioteci în Spania, Europa, SUA și multe alte țări.
Apare pentru prima dată la televizor în Săptamâna Mare în Malaga, sponsorizată tocmai de către primaria orașului.
În 2006 primește premiul “Fundacion Antiquaria” pentru colaborarea sa în legatură cu expresionismul în  Spania. În același an câștigă și premiul pentru artă contemporană numit “Tertulia Ilustrada”, în Madrid.
În 2007 primește in Madrid premiul pentru arte plastice. Fundația Alvaro Mutis îi acordă premiul pentru Arte 2007. Libro de oro de la Plastica. Unesco (Paris). Biblioteca Națională Spaniola (Madrid) cumpară din operele artistului pentru colecția sa.
În anul 2008, Malaga i-a dedicat două mari expoziții, una  religioasa in prestigioasele sali ale Palatului episcopal, iar cealaltă formată este gazduită de către Muzeul Municipal. În același an Asociația Scriitorilor din Malaga îi oferă premiul “Artistul anului”.
În anul 2009 a fost inaugurat primul Muzeu în aer liber din Malaga în parcul Catedralei cu șapte sculpturi realizate în fier și lemn. În această ocazie a expus un grup statuar format din 8 bucati. Momentan Jorge Rando realizează schițe pentru Catedrala din Malaga comandat de către Déan D. Francisco García Mota.
În 2014 se deschide în Malaga, în incinta mânăstirii “Las Madres Mercedarias” (în cartierul Molinillo), muzeul Jorge Rando ce găzduiește operele artistului. Acest muzeu se concentreaza pe studiul Expresionismului în toate formele sale. 
În producția sa religioasă, Jorge Rando încearcă să răscumpere temele principale ale artei occidentale.
Astăzi, Jorge Rando locuieste si lucreaza in Malaga si Hamburg.